# Wilhelm Montan
Erik Wilhelm Montan, född 14 september 1838 i Arboga, död 23 september 1909 i Saltsjöbaden, var en svensk historiker, statsvetare och publicist. Han var bror till Pehr och Carl Montan.

## Biografi
Wilhelm Montan blev student vid Uppsala universitet 1856 och disputerade 1869 i historia på avhandlingen "Bidrag till Gustaf III:s historia, särskildt i konstitutionelt hänseende" och blev samma år docent i statskunskap. År 1870 samt 1872–1873 var han ordförande för Uppsala studentkår. År 1882 var han en av de sökande till den skytteanska professuren, som blivit ledig efter Wilhelm Erik Svedelius. Till Montans stora besvikelse blev han förbigången av den flera år yngre medsökanden Oscar Alin. En viss tröst för Montan var dock att han samma år tilldelades professors namn.
1875 påbörjade han utgivandet av Svenska adelns riksdagsprotokoll från frihetstiden, varvid han hann med 7 band (fram till 1734). Montan var även sekreterare i konstitutionsutskottet 1876–1877 och utgav de värdefulla memoaranteckningar som efterlämnats av Johan von Engeström (1877), Gustaf Johan Ehrensvärd (2 band, 1877–1878) och Olof Wallquist (1878).
Montan hade redan dessförinnan börjat verka som publicist och tidningsman. På våren 1884 erbjöds han posten som redaktör för Aftonbladet, vilket han avböjde. Han accepterade däremot att inträda i tidningens styrelse, men han lämnade posten efter bara ett halvår, eftersom han den 1 oktober 1884 som huvudredaktör och ansvarig utgivare övertog ledningen för Stockholms Dagblad efter Wilhelm Walldén. Under Montans ledning utmärktes tidningen för saklig korrekthet, varför den ibland kallades "Sveriges Times". Den blev ett slags språkrör för det sena 1800-talets borgerliga samhälle i Stockholm och tillhörde det ledande organet på frihandelssidan under tullstriden. Erik Wilhelm Montan kvarstod som redaktör för Stockholms Dagblad fram till halvårsskiftet 1895, då han efterträddes av sin yngre bror, Carl Montan.
I en nekrolog lämnas följande karakteristik av Erik Wilhelm Montan: "Till sitt sätt var professor Montan kall och svåråtkomlig, men alla som stått honom nära prisa honom för en sällspord vänfasthet. [---] Som chef ansågs han vara mycket fordrande, men alla hans medarbetare kunde se, att han kräfde mest af sig själf. På redaktionen var han långt in på nätterna och hemma hade han regelbundet telefonen bredvid sängen - ständigt åtkomlig, när så behöfdes." Montan är begravd på Norra begravningsplatsen utanför Stockholm.